# 新街 (屏東縣車城鄉)
新街，是台灣屏東縣車城鄉的一個傳統地域名稱，位於該鄉西部偏南，其東南側一小部並向東南延伸至南側邊界。相較於今日行政區，其範圍大致包括新街村不含東部邊界地帶中南側大部分及南部凸出部分的邊界地帶及西南端、福安村南部、福興村西南端。
本地區境內主要聚落為新街、湛湛。

## 歷史
台灣日治初期，新街地區為一街庄，稱為「新街庄」（舊制街庄），隸屬於興文里。該庄昔日北與車城庄為鄰，東保力庄為鄰，南邊為貓仔坑庄、射藔庄，西邊臨台灣海峽。
1901年（日治明治三十四年）11月11日，全台廢縣廳改設二十廳，該庄隸屬於恆春廳。1904年（明治三十七年）5月1日，該庄編入「車城區」，隸屬於恆春廳。1909年（明治四十二年）10月25日，全台合併二十廳為十二廳，車城區改隸屬於阿緱廳。1920年（大正九年）10月1日，全台地方制度大改正，廢十二廳改設五州二廳，該庄改制為「新街」大字，隸屬於高雄州恆春郡車城庄（新制街庄）。
戰後車城庄改制為車城鄉，隸屬於高雄縣，大字亦改制為村。1950年（民國39年）10月1日，高、屏分治，車城鄉改隸屬於屏東縣。
相較於今日行政區，本地區的範圍大致包括新街村不含東部邊界地帶中南側大部分及南部凸出部分的邊界地帶及西南端、福安村南部、福興村西南端。

## 聚落
本地區發展較早的聚落為新街、湛湛，在日治期初期的官方地圖上已有記載。

## 交通
省道台26線是楓港至達仁的幹道，路線呈U字形，目前並未全線通車，主要通車路段經過本地區東北部及東部邊界地帶南段。由該道路北行可前往枋山鄉，並止於楓港地區的省道台9線路口；南行可前往恆春鎮、滿州鄉，並止於港口地區的縣道200甲線路口。
鄉道屏152線是海口至車城的道路，經過本地區的西北端。
鄉道屏155線是新街至大光的道路，其北側端點（起點）位於本地區東部邊界地帶中央略偏南側的省道台26線路口，由此向西南西蜿蜒而行，會經過本地區的新街聚落。

## 公務機關
- 屏東縣政府消防局第四大隊車城分隊